# Rio Carson
O rio Carson é um rio do noroeste de Nevada que deságua no Carson Sink, uma bacia endorréica . O principal tronco do rio fica a 131 milhas (210 km)   comprimento  embora a adição do East Fork faça o comprimento total de 205 milhas (330 km)  , percorrendo cinco municípios: Condado de Alpine, na Califórnia, e Condados de Douglas, Storey, Lyon e Churchill, em Nevada, além do Município Consolidado de Carson City, Nevada . O rio recebeu o nome de Kit Carson, que guiou a expedição de John C. Frémont para o oeste, subindo o vale de Carson e atravessando Carson Pass no inverno de 1844. 

## História
Achados arqueológicos situam a fronteira oriental do povo pré-histórico de Martis na área do rio Reno / Carson, aparentemente os primeiros humanos a entrar na área há cerca de 12.000 anos atrás. No início de 1800, o Paiute do Norte vivia perto do rio Carson e do atual Refúgio Nacional de Vida Selvagem de Stillwater, enquanto o povo Washoe habitava a região da bacia hidrográfica superior. 
Os primeiros assentamentos europeus em Nevada foram os assentamentos de 1851 na Estação Mórmon (agora Gênova ) e na foz do Gold Canyon ( Dayton ), ambos na Bacia Hidrográfica do Rio Carson. Nas décadas de 1850 e 1860, o rio foi usado como rota da Carson Trail, uma filial da California Trail que permitia o acesso aos campos de ouro da Califórnia, bem como pelo Pony Express . O ouro foi descoberto ao longo do rio no distrito de mineração de Silver Mountain em 1860.  A estrada de ferro Virginia e Truckee de 1868 transportou minério para as minas de redução de quartzo ao longo do rio.  Virginia City, Nevada, ao longo da bacia hidrográfica mais baixa, abrigou em 1859 a maior corrida de prata do mundo, o Comstock Lode . O vale de Carson fornecia comida e forragem para os mineiros de prata e seus animais. O boom da mineração de Comstock impactou criticamente a bacia hidrográfica e sua qualidade da água, causando encostas desmatadas, rejeitos de minas e margens íngremes de rios crus acima dos canais cortados no fundo do vale em muitos lugares. 
No início do século 20, a Lei de Recuperação de Newlands foi aprovada para trazer água de irrigação para a região para a agricultura. A Barragem de Lahontan, concluída em 1914, foi construída como parte do Projeto de Irrigação de Newlands.  O Distrito de Irrigação Truckee-Carson foi formado em 1918 como parte do projeto para desviar a água do rio Truckee para o Vale Carson para uso agrícola. 
Em 1989, o East Fork Carson River foi designado como "Rio selvagem e cênico" pelo Estado da Califórnia, desde a Hangman's Bridge, a leste de Markleeville, Califórnia, até a fronteira da CA / NV, proibindo qualquer consideração adicional de represamento. 

## Bacia Hidrográfica
As 205 milhas (330 km)   bacia hidrográfica do rio Carson abrange 3 966 milha quadradas (10 000 km2)  e inclui dois grandes garfos na Serra Nevada em sua região superior da bacia hidrográfica. O 74 milhas (120 km) East Fork  eleva-se nas encostas norte do Pico Sonora  (a norte de Sonora Pass a cerca de 10 400 pés (3,2 km)   no sul do Condado de Alpine, a sudeste de Markleeville, no Carson-Iceberg Wilderness . as 40 milhas (64 km) West Fork  eleva nas serras perto de Carson Pass e Lost Lakes a 9 000 pés (2 700 m)   elevação e flui para nordeste em Nevada, juntando-se ao East Fork cerca 1 milha (1,6 km)   sudeste de Gênova. O rio Carson flui para o norte 18 milhas (29 km)   até o final da bacia hidrográfica superior da barragem do México  a sudeste de Carson City . No meio da bacia hidrográfica, o rio corre geralmente a nordeste de Carson City, através do Condado de Lyon, passando por Dayton . O divisor de águas do meio termina no leste do condado de Churchill, na represa de Lahontan .  Aqui os fluxos do rio são aumentados pela água do rio Truckee e armazenados no reservatório do lago Lahontan . A jusante da barragem (na bacia hidrográfica inferior), grande parte da água é usada para irrigação nas proximidades de Fallon, com fluxos limitados continuando a nordeste para o Carson Sink . 
Clear Creek, que começa a cerca de 8 780 pés (2 700 m)   no Snow Valley Peak ( floresta nacional de Toiyabe, Carson Range ) a oeste de Carson City, é o único afluente perene do tronco principal do rio Carson e é protegido pela Nature Conservancy.  

## Química do Rio Carson
A bacia do rio Carson, de New Empire a Stillwater e Carson Sink, foi designada como National Priority Listed (NPL) devido ao local histórico da atividade de mineração sob a Lei de Compensação e Responsabilidade Abrangente pela Resposta Ambiental (CERCLA ou Superfund), em agosto de 1990. Este é o único site de NPL de Nevada e está sendo gerenciado em conjunto pelo NDEP e pela Agência de Proteção Ambiental dos EUA 9 (EPA), Região IX, em San Francisco.  Milhões de libras de mercúrio foram importados e usados em aproximadamente 250 fábricas da Comstock para recuperar ouro e prata. Estima-se que 14.000.000 libras de mercú
9op[p´-=´9rio foram perdidas para o meio ambiente durante esse processo. O arsênico e o chumbo, constituintes comuns do minério extraído, foram concentrados no processo de moagem e também liberados para o meio ambiente. Portanto, os contaminantes em causa (CoCs) no local são Mercúrio, Arsênico e Chumbo.
Mercúrio, arsênico e chumbo são cancerígenos conhecidos ou suspeitos (agentes causadores de câncer) e / ou prejudiciais à saúde humana de alguma outra maneira. Eles, no entanto, precisam de uma rota para o corpo humano. O contato direto com os solos e a subsequente ingestão e / ou a ingestão de peixes e aves aquáticas retiradas da área de CRMS, que já podem ter ingerido CoCs, fornecem a rota mais provável para o corpo. Crianças pequenas têm maior risco devido ao desenvolvimento de corpos e à propensão a ingerir solo enquanto brincam. A EPA e outros cientistas estudaram residentes de áreas contaminadas e não encontraram evidências diretas de aumento de metais em amostras de sangue, cabelo e urina. Eles encontraram níveis elevados em certos peixes e aves aquáticas. Alguns dos níveis mais altos do país. A saúde humana, se impactada, seria impactada lentamente, durante anos de pequenas quantidades de exposição e poderia ser difícil de detectar. Algumas medidas simples podem diminuir bastante as taxas de ingestão de solo, como lavar as mãos, tirar o pó e aspirar regularmente. Tome cuidado com a quantidade de peixes e aves aquáticas que são capturadas e consumidas no rio Carson, no lago Lahontan, nos lagos indianos, nos lagos Big e Little Washoe e no refúgio de vida selvagem de Stillwater (consulte as orientações da NDOW). Lembre-se de que os peixes menores normalmente contêm menos mercúrio do que os peixes maiores e a ingestão de pequenas porções por um período maior apresenta menos risco do que a ingestão de grandes porções em curtos períodos de tempo. 
A área de origem de contaminação de terras altas (terra firme) do CRMS. A OU-1 está passando por gerenciamento e monitoramento contínuos para garantir proteção pública contra os resíduos de minas. O risco à saúde mais significativo na OU-1 é o contato direto e a ingestão de solos contaminados. A OU-2 é definida como a água, os sedimentos e os recursos biológicos do rio Carson, do reservatório de Lahontan, dos lagos Washoe, do Steamboat Creek, das valas de irrigação associadas e do refúgio de vida selvagem de Stillwater. O contratado da EPA e o USGS continuam os estudos das áreas da OU-2 e produzirão um (RI / FS). O risco à saúde mais significativo representado pelo mercúrio na OU-2 é o consumo de peixes e aves aquáticas dos sistemas de lago e rio afetados. Nos anos 90, a EPA obrigou várias limpezas de áreas limitadas a serem concluídas por terceiros e a limpeza de meia dúzia de áreas. As limpezas ocorreram principalmente em áreas residenciais de Dayton. O restante do site não passou por limpeza e devido ao tamanho e escopo da área afetada; provavelmente nunca o fará. Como a limpeza completa do site não é economicamente viável. Um Plano de Amostragem e Resposta a Longo Prazo (LTSRP) foi desenvolvido para gerenciar a contaminação do local no futuro. O LTSRP fornece orientação para atividades de desenvolvimento da terra (comercial e residencial) para ajudar a garantir que os CdCs não afetem a saúde humana e o meio ambiente. Normalmente, é necessária a amostragem do solo para verificar se os solos da área desenvolvida não contêm CdCs em níveis que podem causar danos à saúde humana.  

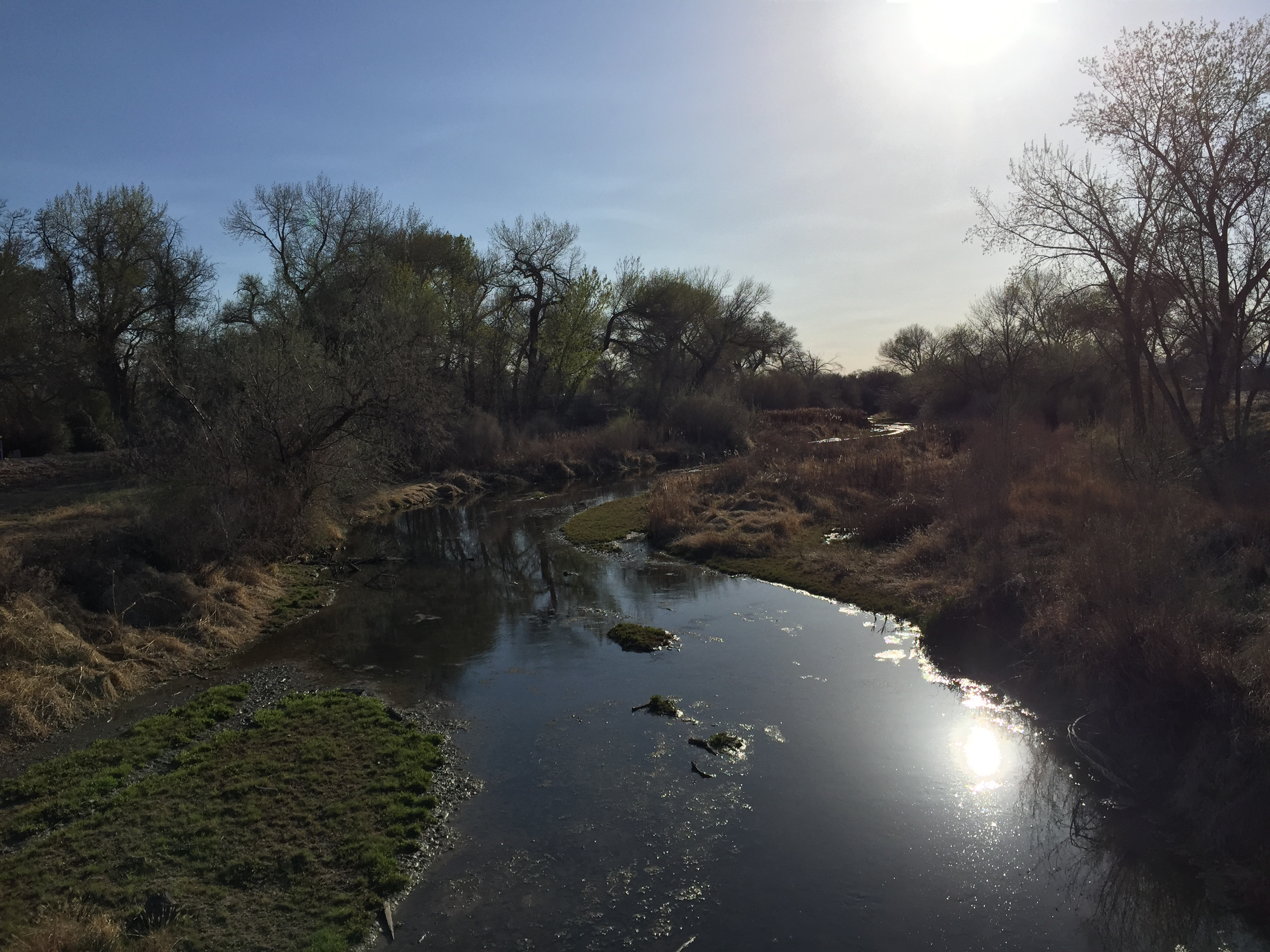
Os trechos mais baixos do rio Carson, perto de Fallon

## Ecologia
Nas regiões mais baixas da bacia hidrográfica do rio Carson, o Refúgio Nacional da Vida Selvagem de Stillwater hospeda grandes colônias de íbis de rosto branco ( Plegadis chihi ) e é freqüentado por pelicanos-americanos não-reprodutores ( Pelecanus erythrorhynchos ). No inverno, o refúgio apóia cisnes de tundra no inverno ( Cygnus columbianus ) e também hospedeiros de patos e gansos. 
A bacia hidrográfica do alto rio Carson fornece habitat para a ameaçada truta brava de Lahontan ( Oncorhynchus clarki henshawi ), bem como a grande truta arco-íris não nativa ( Oncorhynchus mykiss ) e a truta marrom ( Salmo trutta ), proporcionando excelente pesca com mosca. O assassino de Lahontan está ameaçado por hibridação com truta arco-íris, mas existe uma pura variedade de Lahontan em 5 milhas (8,0 km)   do East Fork Carson River, das cabeceiras até Carson Falls.  Existe também uma população nativa da única truta-de-corte-paiute ( Oncorhynchus clarki seleniris ) nas drenagens de Silver King Creek, um afluente do rio East Fork Carson no distrito de Carson Ranger da floresta nacional de Humboldt-Toiyabe . 
O castor norte-americano ( Castor canadensis ) foi reintroduzido na bacia hidrográfica do rio Carson por volta de 1940 e prosperou desde então. Há relatos de testemunhas oculares de castores no alto rio Carson até 1892.  O povo Washo que vivia no leste da Serra, com áreas de caça que se estendiam até o oeste do condado de Calaveras, tem uma palavra para castor, c'imhélhel .   Poderes relataram que o Paiute do norte enrolava o cabelo em tiras de pele de castor, fazia remédios com partes de castor e que sua lenda da criação incluía o castor, que eles chamavam de su-i'-tu-ti-kut'-teh .  Dada a conexão hidrológica do rio Humboldt e Sink com o Carson Sink durante os anos de cheia (tão recentemente quanto 1998), não é de surpreender que os castores existam historicamente nos cursos de água a leste da Serra.  Peter Skene Ogden, em uma expedição da Hudson's Bay Company até o terminal do rio Humboldt, escreveu em seu diário em 15 de maio de 1829: "Em nenhuma parte achei o castor tão abundante. O número total de caçadores americanos nesta região atualmente excede 80. Eu tenho apenas 28 caçadores... Os caçadores agora têm em média 125 castores por homem e estão muito satisfeitos com seu sucesso. "  James "Grizzly" Adams aprisionou um castor no rio Carson por volta de 1860: "À noite, pegamos uma boa truta de salmão ( truta cortante ), usando gafanhotos como isca, e à noite matamos meia dúzia de castores, que eram muito domar."  O relato de Adams é consistente com um artigo de jornal de 1906 no Nevada State Journal, de que o Vale do Mason, no vizinho Walker River, em Yerington, Nevada, era bem conhecido por "os primeiros caçadores e caçadores de peles". . . Kit Carson sabia disso até os ossos. . . Os castores, é claro, estavam todos presos há muito tempo, e você nunca vê um alce hoje em dia. . " 

## Lazer
O rio Carson é um fluxo de trutas de troféus.
Caminhadas no interior são encontradas ao longo do rio superior, no Carson-Iceberg Wilderness . Os caiaques e as vigas dos rios desfrutam das corredeiras suaves da classe II do rio mais baixo, bem como de suas paisagens deslumbrantes e das fontes termais à beira do rio. O East Carson possui extensos valores culturais nativos americanos associados à tribo Washoe. A bacia hidrográfica também é um local de recreação popular para mountain bike, off-road, caça e passeios a cavalo . O desenvolvimento ao longo do rio nos condados de Douglas, Carson City e Lyon limitou o acesso público em algumas áreas. 